# Плосконосые сомы
Плосконосые сомы, или спaтулорикарии (лат. Spatuloricaria) — род лучепёрых рыб из семейства кольчужных сомов, обитающий в Южной Америке. Научное название происходит от лат. spatula — «вблизи» и лат. lorica — «кожаный доспех».

## Описание
Общая длина представителей этого рода колеблется от 8 до 40 см. Голова умеренно большая, уплощённая сверху. У самцов она представляет равнобедренный треугольник, а самок — равносторонний треугольник. Рыло немного удлинённое. Глаза небольшие, расположены в верхней части головы, недалеко друг от друга. Существует межглазная выемка. У половозрелых самцов по бокам головы присутствуют длинные и толстые когтеподобные одонтоды (кожаные зубчики). Рот небольшой, губы покрыты небольшими наростами наподобие бородавок. Зубы длинные и тонкие, у самцов имеют форму ложки сверху, у самок — суженны сверху. На межчелюстных костях мало зубов. Туловище коренастое, покрыто костными пластинами. Брюхо покрыто слабо развитыми мелкими пластинками. Грудные плавники широкие, умеренно длинные, с короткой основой и 1 шипом. У самцов на этих шипах есть большие одонтоды. Брюшные плавники уступают грудным, имеют шипы. Хвостовой плавник короткий, широкий, верхний луч сужается и переходит в длинную нить.
Окраска серая, песочно-жёлтая или коричневая, по телу проходят поперечные тёмные контрастные полосы. Брюхо белого цвета.

## Образ жизни
Донные рыбы. Предпочитают жить в пресных водоёмах с песчаным дном, покрытым галькой и мелкими камнями. Эти сомы укрытиями не пользуются, а предпочитают полностью зарываться в песок. Активны ночью. Питаются мягкими водорослями и детритом.

## Распространение
Обитают в бассейнах рек Сан-Франсиско, Магдалена, Атрато, Какета, Парагвай, Бени и озере Маракайбо — от Панамы до Бразилии.

## Содержание в аквариуме
Для содержания необходим аквариум высотой 30-35 см, ёмкостью от 100 литров. На дно насыпают мелкий песок тёмных тонов слоем 4—5 см. В качестве декораций подойдут небольшого размера камни и коряги, но их должно быть не много. Растения актуальны только вдоль задней стенки аквариума.
Неагрессивные рыбы. Содержат группой от 3—4 особей. Соседями могут стать неагрессивные рыбы обитающие в средних и верхних слоях аквариума. Донных рыб, которые роются в грунте лучше исключить, поскольку они будут постоянно беспокоить сомов. Кормят таблетками для растительноядных сомов, свежими овощами и живым кормом. Быстро привыкают к фаршу из морепродуктов. Из технических средств понадобится внутренний фильтр средней мощности для создания умеренного течения, компрессор. Температура содержания должна составлять 22—26 °C

## Классификация
На май 2018 года в род включают 12 видов:
- Spatuloricaria atratoensis Schultz, 1944 — Плосконосый сом[1]
- Spatuloricaria caquetae (Fowler, 1943)
- Spatuloricaria curvispina (Dahl, 1942)
- Spatuloricaria euacanthagenys Isbrücker, 1979
- Spatuloricaria evansii (Boulenger, 1892)
- Spatuloricaria fimbriata (Eigenmann & Vance, 1912)
- Spatuloricaria gymnogaster (Eigenmann & Vance, 1912)
- Spatuloricaria lagoichthys (Schultz, 1944)
- Spatuloricaria nudiventris (Valenciennes, 1840)
- Spatuloricaria phelpsi Schultz, 1944
- Spatuloricaria puganensis (Pearson, 1937)
- Spatuloricaria tuira Fichberg et al., 2014